# Oreophryne monticola
Espèce
Synonymes
- Sphenophryne monticola Boulenger, 1897
- Callula modesta Boettger, 1898

Statut de conservation UICN

 EN B1ab(iii) : En danger
Oreophryne monticola est une espèce d'amphibiens de la famille des Microhylidae.

## Répartition
Cette espèce est endémique des petites îles de la Sonde en Indonésie. Elle se rencontre au-dessus de 1 000 m d'altitude dans les îles de Bali et Lombok,.

## Description
Oreophryne monticola mesure environ 26 mm. Son dos varie du gris au brun ou au rouge magenta avec ou sans taches ou marbrures sombres. Une fine ligne latérale de couleur blanche est parfois présente.

## Publications originales
- Boettger, 1898 : Geschenke und Erwerbungen. C. Durch Kauf erworben. 4. Für die Reptilien- und Batrachiersammlung. Bericht der Senckenbergischen Naturforschenden Gesellschaft in Frankfurt am Main, vol. 1898.
- Boulenger, 1897 : A List of the Reptiles and batrachians collected by Mr. Alfred Everett in Lombok, Flores, Sumba, and Savu, with Descriptions of new Species. Annals and Magazine of Natural History, sér. 6, vol. 19, p. 503-509 (texte intégral).